# Artemisia comaiensis
Artemisia comaiensis — вид квіткових рослин з родини айстрових (Asteraceae). Поширення: сх. Тибет, Китай (зх. Сичуань). Населяє альпійські степи, схили, узбіччя доріг; 4000–5000 метрів.

## Біоморфологічна характеристика
Це багаторічна трав'яниста рослина заввишки 8–30 см, сіро або жовтувато запушена. Нижнє та середнє стеблове листя на ніжках 1–1.5 см; листова пластинка довгаста, еліптична або довгасто-яйцеподібна, 1.5–3.5 × 0.5–2 см, жовтувато запушена, 2- або 3-перисторозсічена; сегменти 4 або 5 (або 6) пар, еліптичні або довгасто-яйцеподібні, 5–15 × 3–10 мм, перистороздільні або 3-лопатеві; часточки еліптичні або еліптично-ланцетні; рахіс вузькокрилий. Найбільш верхнє листя та листоподібні приквітки 1- або 2-перисто-розсічені. Синцвіття — вузька волоть. Квіткових голів 2–4, сидячі. Обгортка напівсферична або майже куляста, 3–4 мм у діаметрі; листочки обгортки густо коричнево-жовто-повстяні. Крайових жіночих квіточок 8–13. Дискових квіточок 18–20, двостатеві. Сім'янка оберненояйцеподібна. Цвітіння та плодіння: серпень — жовтень.